# Betrixabano
Betrixabano, vendido sob a marca Bevyxxa entre outros, era um anticoagulante usado para prevenir coágulos sanguíneos nas veias de adultos em risco, hospitalizados por uma doença. Apresenta maior taxa de sangramento em comparação à enoxaparina. Foi tomado por via oral.
Os efeitos secundários comuns incluem sangramento. Outros efeitos secundários podem incluir reações alérgicas. A segurança na gravidez não é clara. É um inibidor direto do fator Xa.